# Grundämne

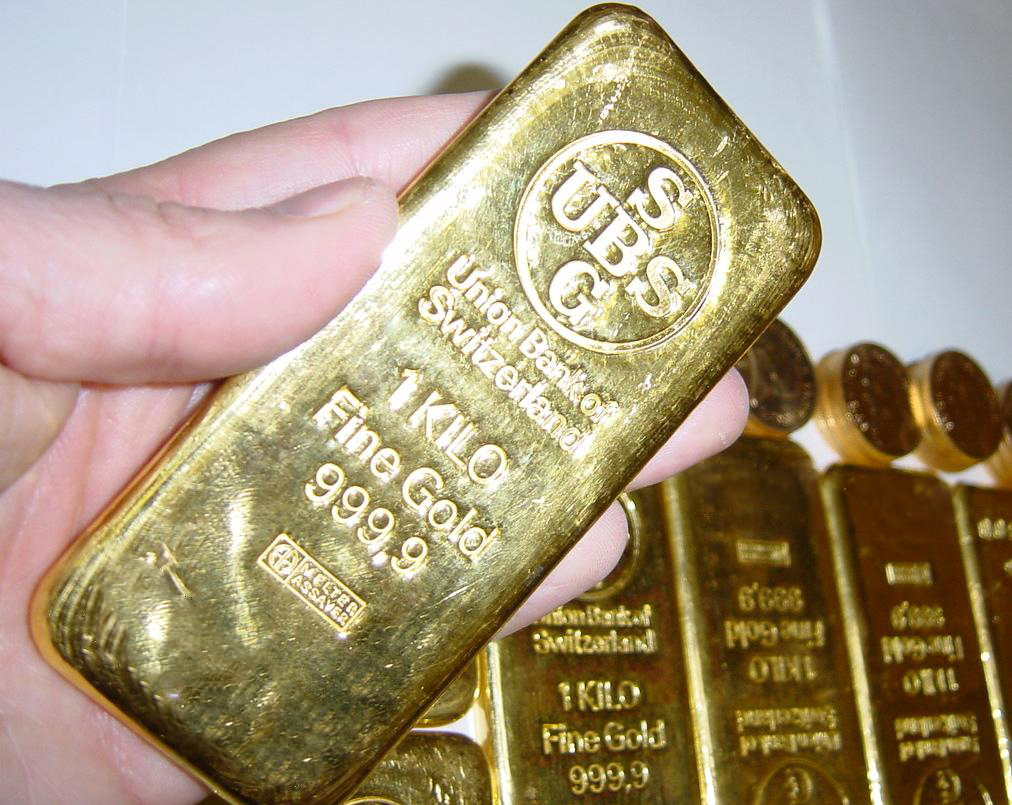
Guld är ett grundämne.

Grundämne är en substans där alla atomer har samma antal protoner i atomkärnan. Ibland används även begreppet element som synonym.
Några vanliga exempel på grundämnen är väte, syre, svavel och guld i alla dess former. Alla ämnen som inte är grundämnen består av atomer eller joner från flera olika grundämnen i kemisk förening eller annat kompositionssätt.
Alla grundämnen har ett kemiskt tecken vilket vanligen består av begynnelsebokstaven/bokstäverna i ämnets latinska namn, till exempel skrivs väte H (hydrogen) och koppar Cu (cuprum). Om ämnet anges med två bokstäver är den första stor och den andra liten.
Ett grundämne kan uppträda i olika faser, men även i olika allotropa former. Syre i den vanliga allotropen O2 är exempelvis gasformigt vid normal temperatur och tryck, flytande under −183 °C och fast under −218 °C. Syre förekommer även som allotropen ozon, O3.

## Begreppets historia[2]
Människan har länge försökt förstå materiens natur. Under antiken formulerade Empedokles sin teori om att materien var uppbyggd av fyra grundelement, vatten, luft, eld och jord. Han ansåg att all materia utgjorde kombinationer av dessa element. Demokritos delade inte denna uppfattning utan menade att materien bestod av partiklar som var odelbara och rörde sig i ett tomrum. Platon och Aristoteles delade dock Empedokles uppfattning om de fyra elementen men menade också att det fanns ett femte, himmelskt element. Detta kallade de för quinta essentia, vilket som begrepp lever kvar än i dag i uttrycket kvintessensen. Den uppfattning som Aristoteles formulerat kom att utöva inflytande under mycket lång tid och sågs som ett axiom som inte kunde ifrågasättas. 
Föreställningen att en (oädel) metall kunde omvandlas till en annan (ädel) metall utgjorde grunden för alkemin. Man föreställde sig att de fyra elementen kunde förenas till två olika principer – kvicksilver och svavel. Tillsammans med den senare införda principen salt kom dessa att användas i stället för de fyra antika elementen. 
Först på 1600-talet började idéerna om de fyra elementen och de tre principerna ifrågasättas. Joachim Jungius var kanske den förste som föreslog att ett ämne som inte kan sönderdelas i ett annat är ett grundämne. Även Robert Boyle förkastade den tidigare uppfattningen om vad materia bestod av. Han tillhörde korpuskularfilosofins anhängare där man ansåg att alla egenskaper hos materia baseras på de små partiklar den bestod av. Även om dessa nya tankar inte omedelbart slog igenom i vetenskapssamhället så kom kemins framsteg med bl.a. ett antal upptäckter av nya grundämnen under 1700-talet att bereda vägen för John Daltons atomteori som beskrev vad ett grundämne var och som kunde förklara en lång rad observationer som t.ex. de fasta proportionerna hos kemiska föreningar. Denna teori kom också att få starkt stöd av de atomviktsbestämningar som Jacob Berzelius gjort även om Berzelius endast med tvekan anslöt sig till Daltons atomteori.
När ordet grundämne först började användas i svenskan är inte möjligt att veta. Säkert användes ordet element länge, men det finns åtminstone skriftliga belägg för grundämne sedan mitten på 1700-talet.

## Olika grundämnen

Alla grundämnen ingår i det periodiska systemet.

Det lättaste grundämnet är väte med den kemiska beteckningen H som står för hydrogenium. Väte utgör tillsammans med helium de ursprungliga – och vanligaste – grundämnena i universum. Väte består av en proton och en elektron. Deuterium och tritium är väteisotoper med en respektive två neutroner.
Tyngre grundämnen uppstår genom fusionsprocesser i stjärnorna, eller vid radioaktivt sönderfall av än tyngre ämnen som uppstått vid sådana. Grundämnen tyngre än järn skapas endast vid supernovaexplosioner.